# كين أندرسون (مخرج)
كين أندرسون (بالإنجليزية: Ken Anderson)‏ هو كاتب سيناريو ومنتج أفلام ومخرج أمريكي، ولد في 23 سبتمبر 1917، وتوفي في 12 مارس 2006.

## وصلات خارجية
- كين أندرسون على موقع IMDb (الإنجليزية)
- كين أندرسون على موقع ألو سيني (الفرنسية)
- كين أندرسون على موقع أول موفي (الإنجليزية)
- كين أندرسون على موقع قاعدة بيانات الأفلام السويدية (السويدية)
- كين أندرسون على موقع قاعدة بيانات الفيلم (الإنجليزية)
- كين أندرسون على موقع كينوبويسك (الروسية)